# Dionisia Mijoba
Dionisia de Jesús Mijoba Juárez (c. 1938-9 de septiembre de 2017) fue una política venezolana que ejerció como constituyentista hasta su muerte en 2017.

## Carrera
Mijoba fue electa como miembro de la Asamblea Nacional Constituyente de Venezuela de 2017 por el Sector de Pensionados de la Región Andina luego de que se repitieran elecciones en los estados Mérida y Táchira el 13 de agosto de 2017. Fue juramentada el cargo el 22 de agosto, el cual ocupó hasta su muerte el 9 de septiembre, como producto de un paro cardiaco.